# (6617) Boèce
(6617) Boèce, désignation internationale (6617) Boethius, est un astéroïde de la ceinture principale.

## Description
(6617) Boèce est un astéroïde de la ceinture principale. Il fut découvert par Cornelis Johannes van Houten, Ingrid van Houten-Groeneveld et Tom Gehrels le 25 mars 1971 à l'observatoire Palomar. Il présente une orbite caractérisée par un demi-grand axe de 2,2100 UA, une excentricité de 0,1386 et une inclinaison de 3,4236° par rapport à l'écliptique.
Il fut nommé en hommage à Anicius Manlius Severinus Boethius, communément appelé Boèce, né vers 470 à Rome, mis à mort en 524 à Pavie par Théodoric le Grand, philosophe et homme politique latin.

## Compléments